# Angela Sarafyanová
Angela Sarafyanová (arménsky: Անժելա Սարաֆյան; * 30. června 1983 Jerevan) je arménsko-americká herečka. Proslavila se zejména rolí Clementine Pennyfeatherové ve sci-fi seriálu Westworld z produkce HBO. Na filmovém plátně dostala příležitost například v historickém dramatu Příslib (The Promise) z roku 2006, které pojednávalo o tématu arménské genocidy, což bylo pro ni velmi intimní, neboť genocida se její rodiny přímo dotkla. Hlavní roli ztvárnila ve fantasy Jsme jako lodě (We Are Boats), v dramatu Život je krásný (A Beatiful Life) nebo komedii Ztracen v Arménii (Lost and Found in Armenia). K dalším snímkům, kde se objevila, patří sci-fi thriller Reminiscence, životopisný thriller Zlo s lidskou tváří (Extremely Wicked, Shockingly Evil and Vile) nebo Twilight sága: Rozbřesk - 2. část (The Twilight Saga: Breaking Dawn - Part 2), kde ztvárnila upírku Tiu. Hrála též v klipech Britney Spearsové (Stronger) a Vance Joye (Lay It On Me). Ztvárnila též roli Max v počítačové hře Telling Lies. Do Spojených států odešla s rodiči ve čtyřech letech. V dětství se věnovala baletu a hře na klavír.